# Olympische Sommerspiele 2024/Hockey/Qualifikation/Afrika
Das olympische Feldhockey-Qualifikationsturnier 2023 in Afrika war das afrikanische Turiner im Rahmen der Qualifikation für die Olympischen Sommerspiele 2024 in Paris. Es fand parallel das Turnier für Damen und Herren im südafrikanischen Pretoria vom 29. Oktober bis 5. November 2023 statt.

## Damen

### Vorrunde
Die Vorrunde wird in zwei Gruppen zu drei bzw. vier Teams ausgetragen. Die besten zwei qualifizieren sich für das Halbfinale, die anderen Teams spielen in Platzierungsspielen.

#### Gruppe A
| Datum            | Zeit      | Begegnung            | Ergebnis | MR |
| ---------------- | --------- | -------------------- | -------- | -- |
| 29. Oktober 2023 | 16:00 Uhr | Südafrika – Simbabwe | 10:0     |    |
| 30. Oktober 2023 | 18:00 Uhr | Nigeria – Südafrika  | 0:4      |    |
| 1. November 2023 | 08:00 Uhr | Simbabwe – Nigeria   | 1:2      |    |

| Pl. | Mannschaft | Sp. | S | U | N | Tore | Diff. | Pkt. |
| --- | ---------- | --- | - | - | - | ---- | ----- | ---- |
| 1   | Südafrika  | 2   | 2 | 0 | 0 | 14:0 | +14   | 6    |
| 2   | Nigeria    | 2   | 1 | 0 | 1 | 2:5  | −3    | 3    |
| 3   | Simbabwe   | 2   | 0 | 0 | 2 | 1:12 | −11   | 0    |

#### Gruppe B
| Datum            | Zeit      | Begegnung        | Ergebnis | MR |
| ---------------- | --------- | ---------------- | -------- | -- |
| 29. Oktober 2023 | 08:00 Uhr | Ghana – Namibia  | 2:1      |    |
| 29. Oktober 2023 | 10:00 Uhr | Kenia – Sambia   | 4:0      |    |
| 30. Oktober 2023 | 08:00 Uhr | Namibia – Sambia | 2:3      |    |
| 30. Oktober 2023 | 14:00 Uhr | Kenia – Ghana    | 3:2      |    |
| 1. November 2023 | 10:00 Uhr | Ghana – Sambia   | 7:1      |    |
| 1. November 2023 | 12:00 Uhr | Namibia – Kenia  | 0:1      |    |

| Pl. | Mannschaft | Sp. | S | U | N | Tore | Diff. | Pkt. |
| --- | ---------- | --- | - | - | - | ---- | ----- | ---- |
| 1   | Kenia      | 3   | 1 | 0 | 0 | 8:2  | +6    | 9    |
| 2   | Ghana      | 3   | 2 | 0 | 1 | 11:5 | +6    | 6    |
| 3   | Sambia     | 3   | 1 | 0 | 2 | 4:13 | −10   | 3    |
| 4   | Namibia    | 3   | 0 | 0 | 3 | 3:6  | −3    | 0    |

### Finalrunde

#### Halbfinale
| Datum            | Zeit      | Begegnung         | Ergebnis | MR |
| ---------------- | --------- | ----------------- | -------- | -- |
| 3. November 2023 | 12:30 Uhr | Kenia – Nigeria   | 0:1      |    |
| 3. November 2023 | 17:00 Uhr | Südafrika – Ghana | 7:0      |    |

#### Spiel um Platz 3
| Datum            | Zeit      | Begegnung     | Ergebnis | MR |
| ---------------- | --------- | ------------- | -------- | -- |
| 5. November 2023 | 12:00 Uhr | Ghana – Kenia | 1:3      |    |

#### Finale
| Datum            | Zeit      | Begegnung           | Ergebnis | MR |
| ---------------- | --------- | ------------------- | -------- | -- |
| 5. November 2023 | 16:30 Uhr | Südafrika – Nigeria | 9:0      |    |

#### Platzierungsspiele 5–7
| Datum            | Zeit      | Begegnung          | Ergebnis        | MR |
| ---------------- | --------- | ------------------ | --------------- | -- |
| 2. November 2023 | 14:15 Uhr | Simbabwe – Namibia | 2:5 n. P. (2:2) |    |
| 4. November 2023 | 09:15 Uhr | Sambia – Namibia   | 0:3             |    |

## Herren

### Vorrunde
Die Vorrunde wird in zwei Gruppen zu vier Teams ausgetragen. Die besten zwei qualifizieren sich für das Halbfinale, die anderen Teams spielen in Platzierungsspielen.

#### Gruppe A
| Datum            | Zeit      | Begegnung            | Ergebnis | MR |
| ---------------- | --------- | -------------------- | -------- | -- |
| 29. Oktober 2023 | 19:00 Uhr | Südafrika – Simbabwe | 10:0     |    |
| 29. Oktober 2023 | 20:00 Uhr | Nigeria – Uganda     | 0:5      |    |
| 30. Oktober 2023 | 16:00 Uhr | Simbabwe – Uganda    | 2:1      |    |
| 30. Oktober 2023 | 20:00 Uhr | Nigeria – Südafrika  | 2:8      |    |
| 1. November 2023 | 14:00 Uhr | Simbabwe – Nigeria   | 3:4      |    |
| 1. November 2023 | 20:00 Uhr | Südafrika – Uganda   | 11:0     |    |

| Pl. | Mannschaft | Sp. | S | U | N | Tore | Diff. | Pkt. |
| --- | ---------- | --- | - | - | - | ---- | ----- | ---- |
| 1   | Südafrika  | 3   | 3 | 0 | 0 | 29:2 | +27   | 9    |
| 2   | Uganda     | 3   | 1 | 0 | 2 | 6:13 | −7    | 3    |
| 3   | Nigeria    | 3   | 1 | 0 | 2 | 6:16 | −10   | 3    |
| 4   | Simbabwe   | 3   | 1 | 0 | 2 | 5:15 | −10   | 3    |

#### Gruppe B
| Datum            | Zeit      | Begegnung        | Ergebnis | MR |
| ---------------- | --------- | ---------------- | -------- | -- |
| 29. Oktober 2023 | 12:00 Uhr | Ägypten – Kenia  | 2:0      |    |
| 29. Oktober 2023 | 14:00 Uhr | Ghana – Sambia   | 3:1      |    |
| 30. Oktober      | 10:00 Uhr | Kenia – Sambia   | 1:0      |    |
| 30. Oktober 2023 | 12:00 Uhr | Ghana – Ägypten  | 0:1      |    |
| 1. November 2023 | 16:00 Uhr | Ägypten – Sambia | 4:1      |    |
| 1. November 2023 | 18:00 Uhr | Kenia – Ghana    | 1:3      |    |

| Pl. | Mannschaft | Sp. | S | U | N | Tore | Diff. | Pkt. |
| --- | ---------- | --- | - | - | - | ---- | ----- | ---- |
| 1   | Ägypten    | 3   | 3 | 0 | 0 | 7:1  | +6    | 9    |
| 2   | Ghana      | 3   | 2 | 0 | 1 | 6:3  | +3    | 6    |
| 3   | Kenia      | 3   | 1 | 0 | 2 | 2:5  | −3    | 3    |
| 4   | Sambia     | 3   | 0 | 0 | 3 | 2:8  | −6    | 0    |

### Finalrunde

#### Halbfinale
| Datum            | Zeit      | Begegnung         | Ergebnis | MR |
| ---------------- | --------- | ----------------- | -------- | -- |
| 3. November 2023 | 14:45 Uhr | Ägypten – Uganda  | 9:1      |    |
| 3. November 2023 | 19:15 Uhr | Südafrika – Ghana | 7:0      |    |

#### Spiel um Platz 3
| Datum            | Zeit      | Begegnung      | Ergebnis | MR |
| ---------------- | --------- | -------------- | -------- | -- |
| 5. November 2023 | 14:15 Uhr | Ghana – Uganda | 7:1      |    |

#### Finale
| Datum            | Zeit      | Begegnung           | Ergebnis | MR |
| ---------------- | --------- | ------------------- | -------- | -- |
| 5. November 2023 | 18:45 Uhr | Südafrika – Ägypten | 2:1      |    |

#### Platzierungsspiele 5–8
| Datum            | Zeit      | Begegnung         | Ergebnis | MR |
| ---------------- | --------- | ----------------- | -------- | -- |
| 2. November 2023 | 16:30 Uhr | Nigeria – Sambia  | 5:1      |    |
| 2. November 2023 | 18:45 Uhr | Kenia – Simbabwe  | 2:1      |    |
| 4. November 2023 | 11:30 Uhr | Sambia – Simbabwe | 2:0      |    |
| 4. November 2023 | 13:45 Uhr | Nigeria – Kenia   | 4:3      |    |